# Bildungssystem in Südtirol
Das Bildungssystem in Südtirol basiert in seinen Grundlagen auf dem üblichen Bildungssystem in Italien. Es weicht in gewissen Punkten allerdings vom gesamtstaatlichen System ab, um Gegebenheiten Rechnung zu tragen, die sich insbesondere aus der Mehrsprachigkeit Südtirols ergeben: Von den 526.000 Einwohnern waren (laut Volkszählung 2011) 69,40 % deutschsprachig, 26,20 % italienischsprachig und ca. 4,5 % ladinischsprachig.

## Schulverwaltung

### Dreiteilung der Schulverwaltung
Eine Besonderheit der Schule in Südtirol ist, dass alle drei Sprachgruppen (deutsch, italienisch, ladinisch) des Landes eigene Schulverwaltungen und damit jeweils eigene Schulwesen haben. Das Autonomiestatut sieht dies vor, um auf diesem Weg den Fortbestand der eigenen Sprache und Kultur für die deutschen und ladinischen Sprachminderheiten zu ermöglichen. Zwischen den drei Verwaltungen gibt es Querverbindungen, gemeinsame Gesetzesinitiativen und regelmäßige Absprachen.
Die Schulen für die drei Sprachgruppen unterscheiden sich im Wesentlichen in der Sprache des Fachunterrichts. In deutschen Schulen findet dieser auf Deutsch statt, in italienischen auf Italienisch, in ladinischen zu etwa gleichen Teilen auf Deutsch und Italienisch, während Ladinisch dort lediglich in einem eigenen Unterrichtsfach Verwendung findet.

### Organisationsstruktur der deutschsprachigen Bildungsdirektion
Im Herbst 2017 wurde die deutschsprachige Schulverwaltung reorganisiert. Die Verwaltung der deutschsprachigen Kindergärten, der deutschsprachigen Grund-, Mittel- und Oberschulen, Berufsschulen und deutschen und ladinischen Musikschulen ist unter dem Dach der deutschsprachigen Bildungsdirektion vereint.

## Gesetzgebung des Schulsystems

### Zuständigkeiten Südtirols im Bildungsbereich
Durch das Zweite Autonomiestatut, vorrangig durch das Inkrafttreten diverser Durchführungsbestimmungen, erhielt Südtirol – vor allem im Vergleich zu anderen Regionen Italiens – eine Reihe von Zuständigkeiten im Bildungswesen, die sich in Schulreformen der Unter- und Oberstufe niederschlugen. Trotzdem ist Südtirol weit von einer umfassenden Gesetzgebungsbefugnis auf allen Gebieten des Schulwesens, etwa im Sinn der Schulhoheit, wie sie die bundesdeutschen Bildungsländer besitzen, entfernt.
In primärer Zuständigkeit verwaltet und gestaltet das Land im Bildungswesen die Bereiche Kindergarten, Berufsbildung, Schulverwaltung, Schulfürsorge (Sicherung des Rechts auf Bildung) und Schulbau. Nur sekundäre Zuständigkeit besitzt das Land hingegen für den Bereich des Unterrichts an Grund-, Mittel- und Oberschulen (Gymnasien und Fachoberschulen), den sogenannten Schulen staatlicher Art.

### Autonomie der Schulen
Mit dem sogenannten Bassanini-Gesetz (Nr. 59/1997) hat der Staat eine ganze Reihe von Aufgaben und Kompetenzen an die Regionen und Lokalkörperschaften delegiert und die öffentliche Verwaltung reformiert. Das Föderalismusgesetz setzte neue Schwerpunkte: weniger Zentralismus und mehr Verantwortung und Zuständigkeiten für die peripheren Organe des Staates. Delegierung und Deregulierung waren die Schlagwörter. In dieses Gesetz wurde ein Artikel eingebaut, der den öffentlichen Schulen eine weitreichende Autonomie zuerkennt. Die Schulen sollen Rechtspersönlichkeit erhalten und in vielen Bereichen völlig eigenverantwortlich handeln können.
Mit dem Gesetz Nr. 12 vom 29. Juni 2000 hat das Land diese Autonomie auch für die Südtiroler Schulen eingeführt. Den Schulen wurde Autonomie in den Bereichen Didaktik, Organisation, Forschung, Schulentwicklung, Verwaltung und Finanzen übertragen. Mit Wirkung ab 1. September 2000 wurde allen öffentlichen Schulen des Landes die Rechtspersönlichkeit zuerkannt. Sie wurden somit juristische Personen des öffentlichen Rechts. Mit Landesgesetz Nr. 5/2008 wurde diese Autonomie auch auf die Kindergärten ausgedehnt.
Das umfassende Gesetz enthält Kriterien für die Schulgrößen, die Grundlagen des Schulprogramms und der Curricula, definiert und beschreibt inhaltlich die didaktische und organisatorische Autonomie sowie jene der Forschung und Schulentwicklung, führt die Schulverbünde ein, legt Kriterien für die Erweiterung des Bildungsangebotes fest und bestimmt die Schwerpunkte der Verwaltungsautonomie und der finanziellen Autonomie. Während das Land in den meisten Bereichen die Grundsätze des staatlichen Autonomiegesetzes übernommen und den Schulen im Wesentlichen die gleichen Kompetenzen zuerkannt hat, hat es im Bereich der Verwaltungsautonomie eine ganze Reihe von Kompetenzen für sich behalten. Dieses Gesetz regelte auch die Rolle und die Befugnisse der Schulführungskräfte neu, führte die Kontrollorgane für die Überprüfung der Finanzgebarung ein, legte Kriterien für das Landesplansoll und das Evaluationssystem fest und definierte schließlich Grundsatzbestimmungen zum Schulkalender.

## Bildungsweg in Südtirol
In Italien – und damit auch in Südtirol – gilt eine zehnjährige Schulpflicht, ergänzt durch eine Ausbildungspflicht bis zum 18. Lebensjahr. Der Besuch des in der Regel dreijährigen Kindergartens ist freiwillig, wobei jedes Kind, festgelegt mit Landesgesetz, Anrecht auf einen Kindergartenplatz hat.
Auf die fünfjährige Grundschule folgt die dreijährige Mittelschule, die beide als Gesamtschulen konzipiert sind. Für alle Schülerinnen und Schüler gibt es also bis zum Ende des 8. Schuljahres einen gemeinsamen Bildungsweg. Daran schließt die Oberstufe an. Diese umfasst einerseits die fünfjährigen Oberschulen, die zur Staatlichen Abschlussprüfung bzw. Matura führen, nämlich die Gymnasien, Wirtschaftsfachoberschulen und Technologische Fachoberschulen, und andererseits die drei- bis vierjährigen Schulen der Berufsbildung. Im Schuljahr 2015/2016 wurde erstmals die Möglichkeit angeboten, an den Schulen der Berufsbildung nach Absolvieren eines fünften Jahres ebenfalls eine Staatliche Abschlussprüfung abzulegen.
Allen Kindern stehen alle Bildungswege offen. Somit ist die Südtiroler Schule eine inklusive Schule. Ausgehend von einem im Jahre 1977 (Gesetz Nr. 517) erlassenen Staatsgesetz ist der Schulbesuch aller Kinder, also auch jener mit Behinderungen, im Regelschulsystem Recht und Pflicht.
Dieser Aufbau und diese Regelungen entsprechen in ihren Grundzügen der staatlichen Schulordnung. Lediglich in der Organisation der Berufsbildung gibt es deutliche Unterschiede, da diese in den Regionen Italiens sehr uneinheitlich geregelt ist.